# Potamophylax schmidi
Potamophylax schmidi là một loài Trichoptera trong họ Limnephilidae. Chúng phân bố ở miền Cổ bắc.